# یوسف کاموسی
یوسف کاموسی (زادهٔ ۱۲۸۱ – درگذشتهٔ ۲۰ مرداد ۱۳۶۶ ه‍.خ) موسیقی‌دان، آهنگساز و نوازندهٔ عود و تار اهل ایران بود. او از نخستین نوازندگان ساز عود در یک قرن اخیر ایران بوده‌است.

## زندگی‌نامه
یوسف کاموسی در سال ۱۲۸۱ ه‍. ش متولد شد. او نواختن ساز تار را از درویش‌خان آموخت. پس از آن، نوازندگی ساز عود را تجربه کرد و به‌صورت خودآموز، این ساز را فراگرفت. یوسف کاموسی در ۱۳ شهریور سال ۱۳۱۵ ه‍.ش به همراه ابوالحسن صبا کنسرتی را در سالن سینما تهران به خوانندگی قمرالملوک وزیری به اجرا گذاشت. پس از جنگ جهانی دوم در سال ۱۳۲۴ ه‍.ش جشن‌هایی توسط پارسیان مقیم هندوستان ترتیب داده شد. به همین منظور از جواد بدیع‌زاده به همراه گروهی از نوازندگان ایرانی نیز دعوت به عمل آمد و یوسف کاموسی به همراه جواد بدیع‌زاده، مهدی خالدی، محمدتقی پروانه و علی زاهدی راهی هندوستان شد. این گروه در مدت بیش از یک سال، به اجرای برنامه‌های متعددی از موسیقی ایرانی در هند مشغول بود.
کاموسی همچنین تا سال ۱۳۲۶ ه‍.ش به همراه مهدی خالدی، دلکش، جواد بدیع‌زاده، نصرالله زرین‌پنجه و علی زاهدی، به‌منظور ضبط موسیقی بر روی صفحه‌های گرامافون به هندوستان سفر می‌کرد. او با رادیو نیز همکاری داشت و آثاری را همراه با ارکستر مهدی خالدی و خوانندگی جواد بدیع‌زاده اجرا و ضبط کرد.
یوسف کاموسی ۲۰ مرداد سال ۱۳۶۶ ه‍.ش در سن ۸۵ سالگی درگذشت.

## آثار هنری
از جمله آثاری که از یوسف کاموسی برجای مانده می‌توان به موارد زیر اشاره کرد:

### نوازندگی عود
- آلبوم موسیقی «جویبار» به آهنگسازی نصرالله زرین‌پنجه و خوانندگی غلامحسین بنان[۷][۸]
- «سه‌گاه» به همراه ویلن سیاوش زندگانی، سنتور بهمن سراجیان و تمبک امیرناصر افتتاح[۹]

### نوازندگی تار[۱۰]
- «نواهای ساز» به همراه ویلن مهدی خالدی و خوانندگی جواد بدیع‌زاده
- «نوای رامشگر» به همراه ویلن مهدی خالدی و خوانندگی جواد بدیع‌زاده
- «ساقیا بده» به همراه ویلن مهدی خالدی و خوانندگی جواد بدیع‌زاده
- «یار نازنین» به همراه ویلن مهدی خالدی و خوانندگی جواد بدیع‌زاده
- «نوید دلشادی» به همراه ویلن مهدی خالدی و خوانندگی جواد بدیع‌زاده
- «فر فروردین» به همراه ویلن مهدی خالدی و خوانندگی جواد بدیع‌زاده

### آهنگسازی
- «به یاد قمر» با شعر سیمین بهبهانی و خوانندگی الهه[۱۱]
- «دام صیاد» با شعر پرویز خطیبی و خوانندگی احمد ابراهیمی[۱۲]